# Thai Airways International

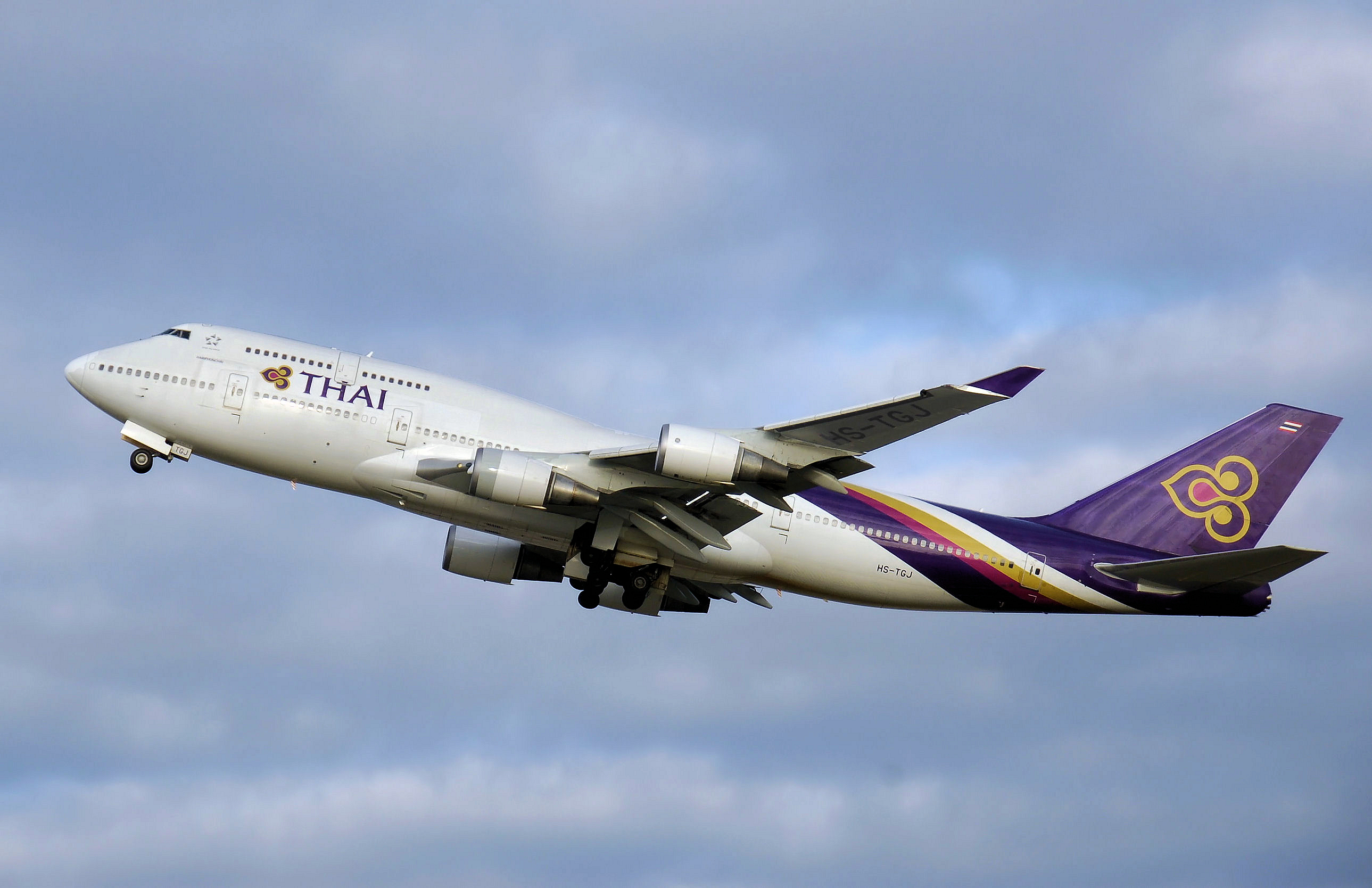
Boeing 747-400

Thai Airways International Public Company Limited (thailandeză: การบินไทย) este compania aeriană națională a Tailandei ce operează în aeroportul Suvarnabhumi și este membră fondatoare a Star Alliance. Sediul principal este în Bangkok. Thai Airways International este acționar majoritar (39%) la Nok Air, o companie low-cost cu baza în Bangkok. Compania operează una din cele mai lungi curse, cum ar fi zborul direct de 18 ore de la Bangkok la Los Angeles. 
 Thai Airways a primit de la Skytrax premiile „Cel mai bun personal la bord” și „Cea mai bună compania aeriană din lume” în anul 2006 și locul doi în 2007, iar în 2009 „Cea mai bună sală de așteptare” (en: lounge) pentru clasa I în aeroportul Suvarnabhumi.